# Orodes I của Parthia
Orodes I của Parthia cai trị Đế quốc Parthian từ khoảng 90-80 TCN, là người kế vị của Gotarzes I. Cho đến 88 TCN, triều đại của ông trùng với của Mithridates II, vị vua đối lập mà Gotarzes đã nổi loạn. Tiền xu mang chân dung của ông đã được ban hành từ các nơi đúc tiền của Media và các thành phố Ecbatana và Rhagae.
Lịch sử của Parthia là khá đen tối vào thời kì này, nhưng triều đại của Orodes dường như đã kết thúc, như khi nó bắt đầu, trong cuộc nội chiến với một kẻ tiếm vị không rõ. Tên của người kế nhiệm ông cũng không rõ, và nó dường như chỉ bắt đầu với triều đại của Sanatruces, khoảng năm 77 TCN, là dòng dõi Parthian cai trị một lần nữa có thể có nguồn gốc đáng tin cậy.
Orodes được đề cập đến như là một trong các vị vua của triều đại Arsacid trong một báo cáo Babylon về nhật thực là ngày 11 tháng tư của năm 80 TCN.